# Leça da Palmeira
Leça da Palmeira ist Teil der im Rahmen der portugiesischen Gebietsreform am 29. September 2013 aus dem Zusammenschluss mit Matosinhos entstandenen Gemeinde (Freguesia) União das Freguesias de Matosinhos e Leça da Palmeira. Sie gehört zum Kreis (Município) Matosinhos.
Schutzpatron des Ortes ist der Erzengel Michael.
Die Gemeinde liegt an der Küste des Atlantischen Ozeans. Von Matosinhos wird sie durch die Hafenanlagen des Porto de Leixões getrennt.

## Wirtschaft
Leça da Palmeira ist Standort von zwei Unternehmen von nationaler Bedeutung: die Refinaria da Petrogal und das Messegelände Exponor.

## Bevölkerungsentwicklung
| Jahr          | 1864 | 1878 | 1890 | 1900 | 1911 | 1920 | 1930 | 1940 | 1950   | 1960   | 1970   | 1981   | 1991   | 2001   | 2011   |
| Einwohnerzahl | 1967 | 2301 | 2964 | 3517 | 4618 | 5374 | 6612 | 8421 | 10.240 | 12.890 | 13.108 | 15.214 | 15.605 | 17.215 | 18.502 |

## Sport
Das Estádio do Leça FC, Fußballstadion der Gemeinde, fasst 12.000 Besucher und ist Heimstätte des Fußballvereins Leça FC.

## Bauwerke
- Forte de Leça da Palmeira auch Forte de Nossa Senhora das Neves
- Piscinas de Marés
- Farol de Leça
- Parque Municipal da Quinta da Conceição
- Casa de Chá da Boa Nova
- Capela do Corpo Santo
- Capela de Santana
- Capela da Boa Nova

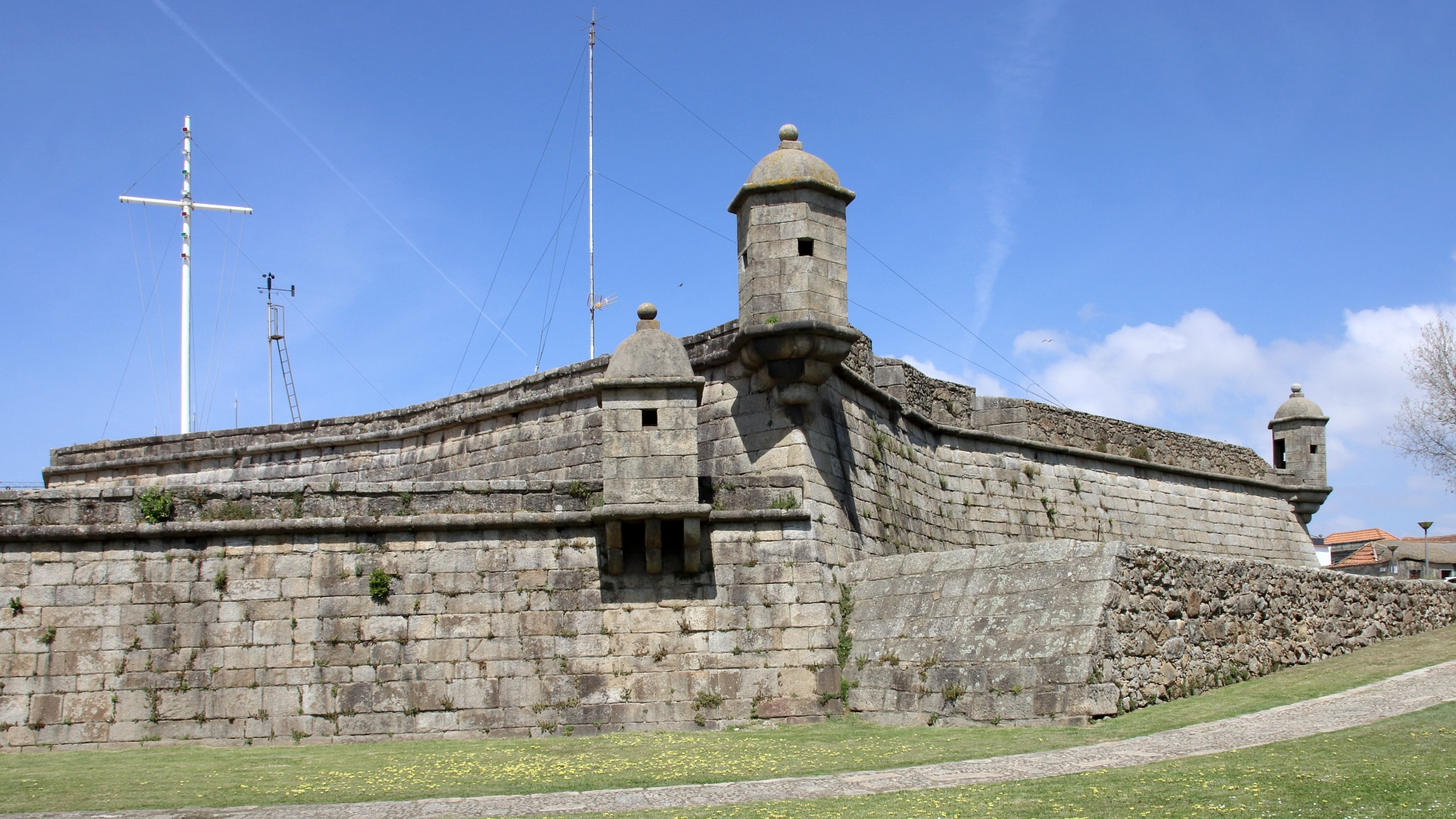
Forte de Nossa Senhore das Neves
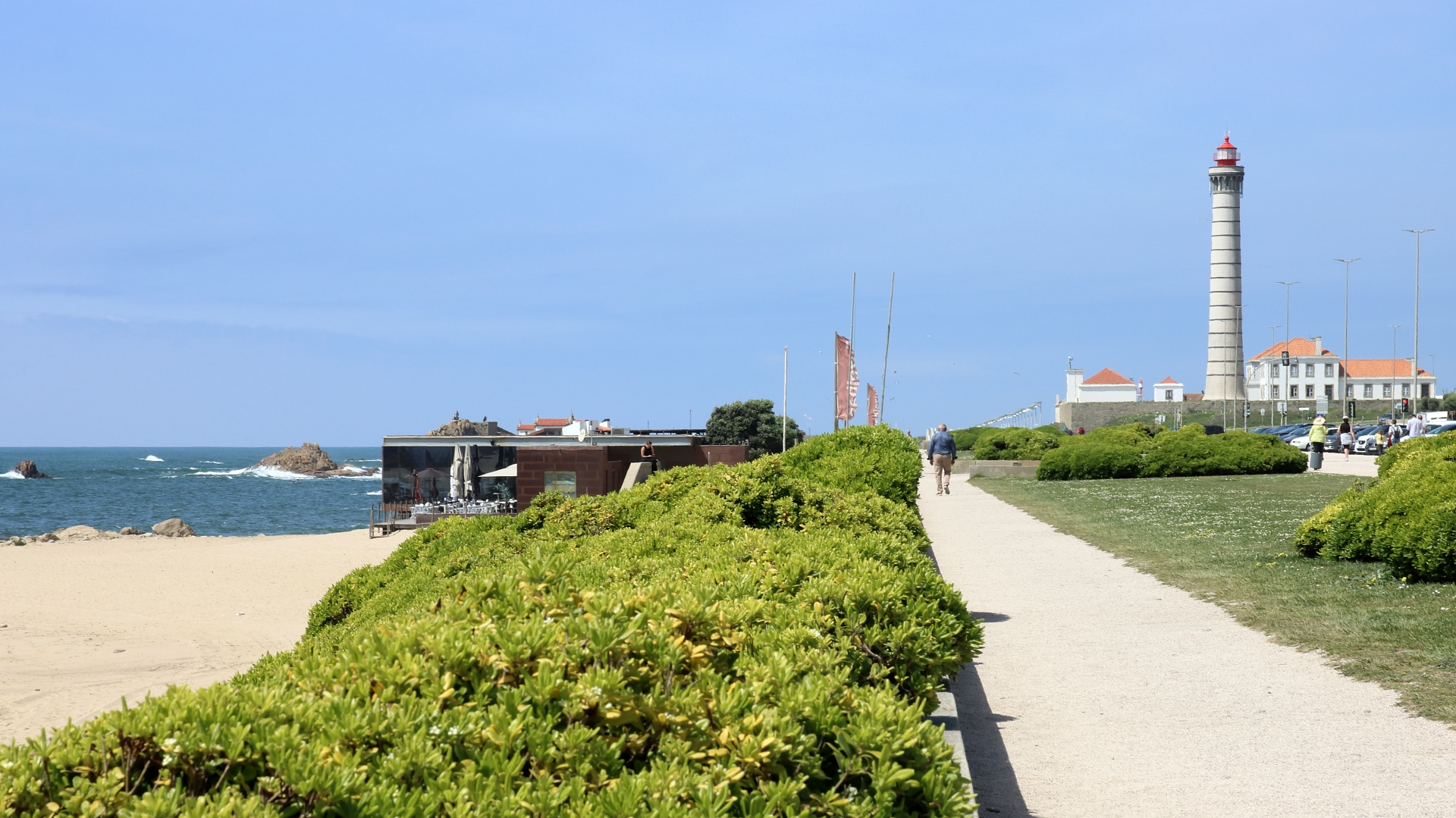
Uferpromenade mit Farol de Leça
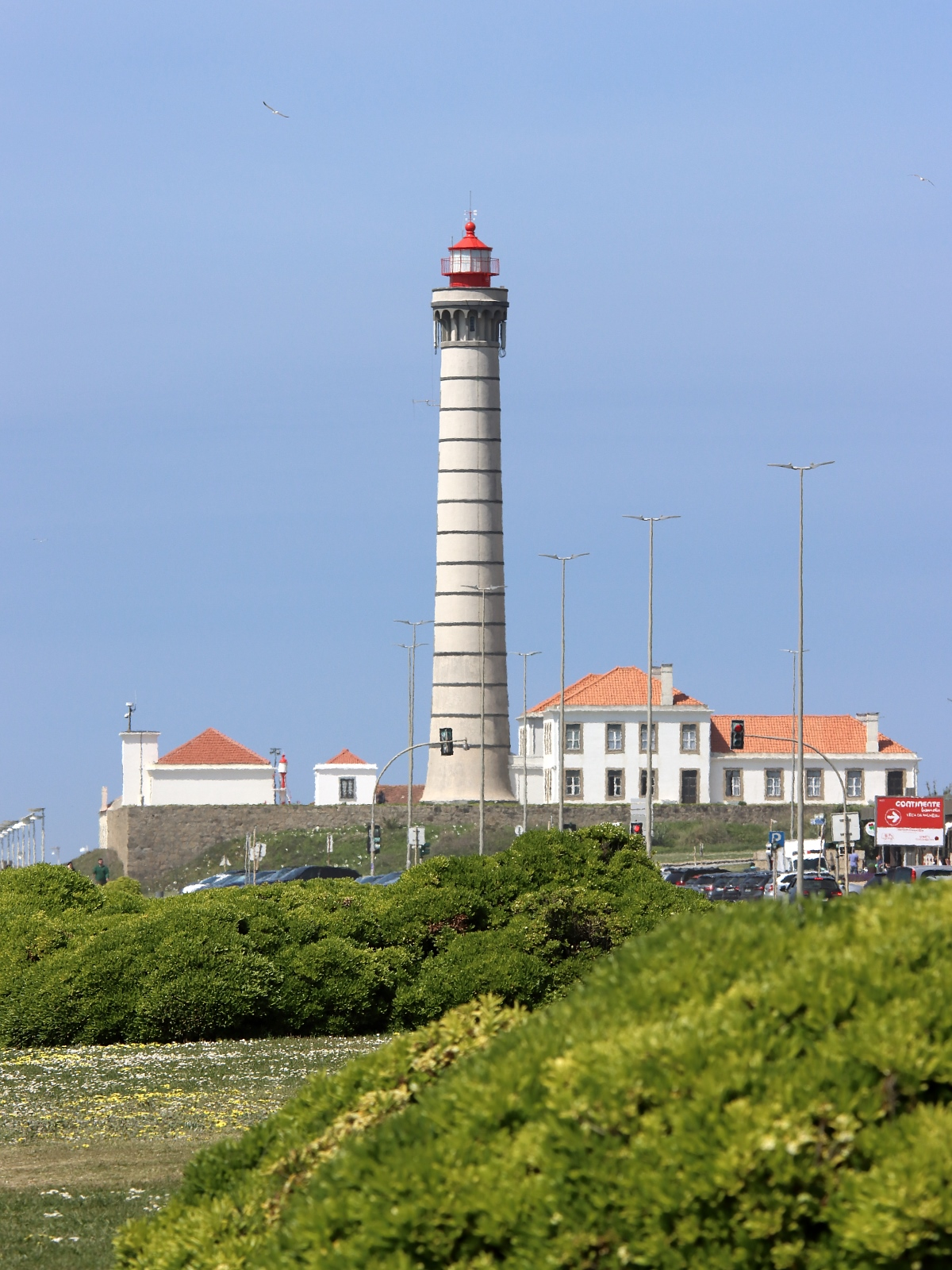
Leuchtturm in Leça da Palmeira
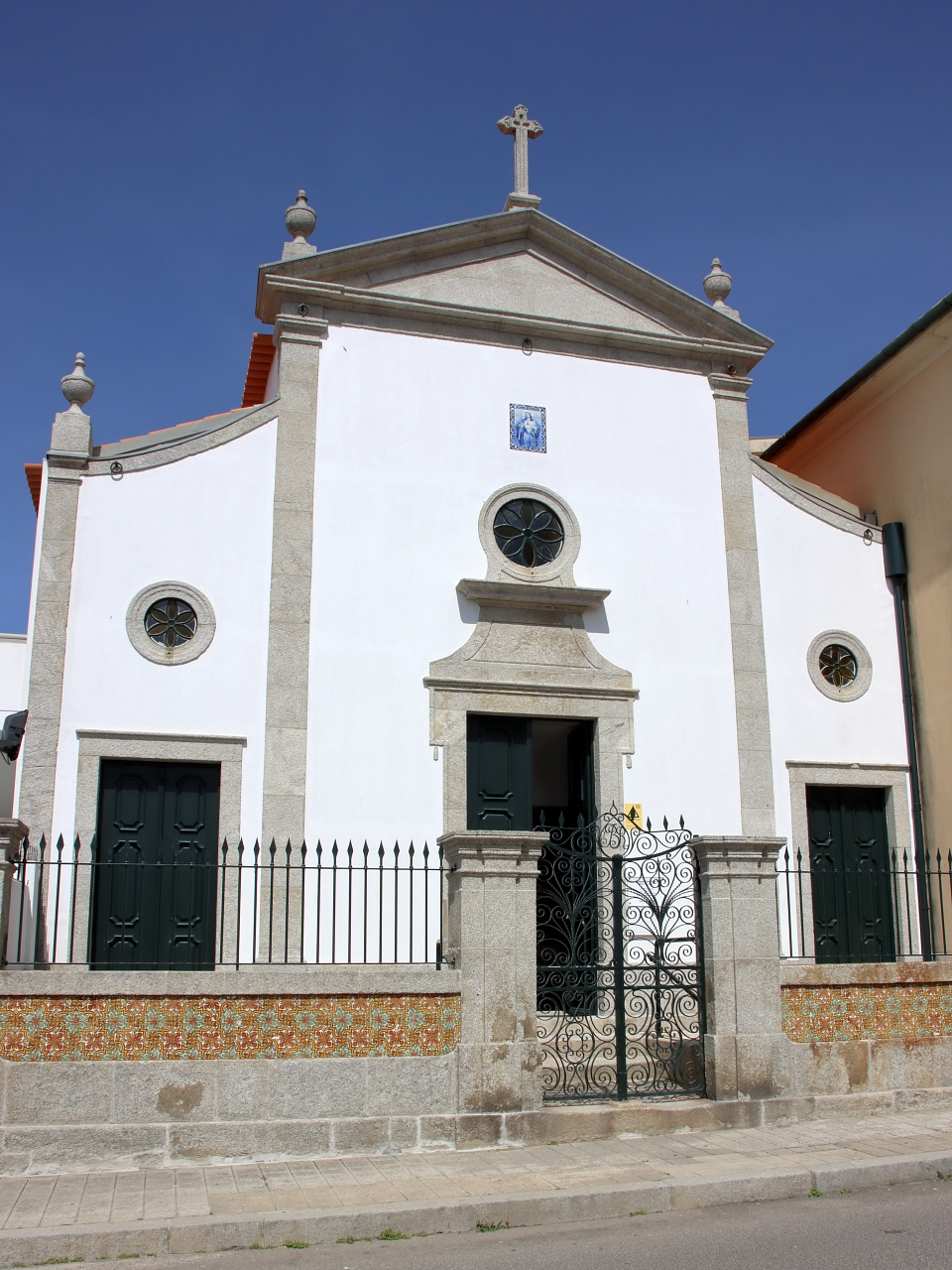
Capela do Sagrado Coração de Jesus

## Söhne und Töchter der Gemeinde
- Tamagnini Nené (* 1949), Fußballspieler, insbesondere bei Benfica Lissabon
- Eliseu (* 1952), Fußballspieler
- Domingos Paciência (* 1969), Fußballspieler und -trainer